# Arpin (hrabstwo Wood)
Arpin – wieś w Stanach Zjednoczonych, w stanie Wisconsin, w hrabstwie Wood.